# Babičko
Babičko je naselje u gradu Leskovcu, Jablanički upravni okrug, Srbija. Prema popisu iz 2022. godine u Babičkom je živjelo 176 stanovnika. U blizini sela se nalazi srednjovjekovni manastir Babičko.